# Gömda
Gömda är en bok skriven av Liza Marklund och Maria Eriksson ursprungligen utgiven 1995 på Bonnier Alba. En omarbetad utgåva från 2000 på Piratförlaget som utgavs efter att Marklund slagit igenom som deckarförfattare blev mycket uppmärksammad och försäljningmässigt en framgång. En fortsättning Asyl med undertiteln "den sanna fortsättningen på Gömda" kom 2004. Bokens huvudperson är Maria Eriksson som också anges som medförfattare till bokens första upplaga.
Enligt representanter för Piratförlaget har Gömda alltid marknadsförts som skönlitteratur, men Bibliotekstjänst  meddelade att förlaget och en av författarna medgett att boken var av fiktiv karaktär först i januari 2009 sedan sanningshalten ifrågasatts.  Piratförlaget och Liza Marklund har enligt Bibliotekstjänst aldrig protesterat mot klassificeringen av boken som fackbok. Boken har undertiteln en sann historia och Maria Eriksson (som uppges vara född 1961) har ställt upp på ett flertal intervjuer i media genom åren och i dessa intervjuer har hennes historia heller aldrig framställts som fiktiv.
2005 publicerades Mias hemlighet, en uppföljning på Gömda och Asyl skriven av Maria Eriksson själv utan Liza Marklunds hjälp, och utgiven på Ordupplaget.

## Handling
Boken handlar om "Maria (Mia) Eriksson" som levt i ett destruktivt förhållande med en man som misshandlat henne. Tillsammans får de en dotter, men förhållandet tar slut då mannen bryter förlovningen. Trots det fortsätter mannens trakasserier mot Mia och nu även den lilla dottern. Efter en tid träffar Mia en ny man, som hon gifter sig med och får ytterligare ett barn med. Detta gör hennes före detta rasande och han och hans vänner förföljer hela familjen. Det svenska samhället står maktlöst. Hans våldsamhet och hotelser gör att ingen i familjen kan leva ett normalt liv, den gemensamma dottern kan inte ens gå på daghem på grund av förföljelsen. Åker han i fängelse blir det bara en kortare tid, och under tiden tar hans kompisar över förföljelsen. Hela familjen måste gömma sig som flyktingar runtom om i Sverige, i boken får man följa deras ständiga flykt från "mannen med de svarta ögonen". Så fort de har hittat ett nytt gömställe så är det bara en tidsfråga innan han hittar dem. Till slut måste de fly utomlands eftersom de aldrig kommer undan sina förföljare i Sverige.

## Debatter om boken
År 2008 gavs boken Mia: sanningen om Gömda skriven av journalisten Monica Antonsson ut. I Mia – sanningen om Gömda hävdas att det mesta som står i Gömda inte är sant trots att boken marknadsförts som en sann historia. Gömda-debatten inleddes när Monica Antonsson började blogga om arbetet med boken och sina upptäckter.
Informationen på Antonssons blog spreds vidare i internetforum och bloggar samtidigt som traditionella media påstods negligera eller förminska påståendena i bloggen. Gömda-debatten har därför beskrivits som ett exempel på hur traditionella media under en period inte insåg kraften i gräsrotsrörelser på internet.
Marklund bemötte kritiken genom att hänvisa till att Gömda och Asyl utgjorde en djupt subjektiv bild och var delar av ett uttalat politiskt projekt. Hon beklagade att de varit "svajiga med genrebeteckningen" och hävdade att böckerna skulle ses som dokumentära romaner, vilket enligt henne var "så långt från en journalistisk text som man bara kan komma".
Efter uttalanden om bokens fiktiva karaktär från Ann-Marie Skarp (VD för Piratförlaget och en av förlagets medgrundare) och Liza Marklund ändrade Bibliotekstjänst klassificeringarna för Gömda och Asyl från fackbok till skönlitteratur.
Gömda är, enligt filosofie doktor Anne Heith, liksom många Hollywoodfilmer en genrehybrid, där skildringen av de invandrade männen färgats av populärorientalistiska schabloner med litterära rötter i det sena 1700-talets melodram. Likheter med till exempel Betty Mahmoodys Inte utan min dotter har också påpekats, till exempel 2009 av Per Svensson. Även i fråga om Mahmoodys bok hävdade förlag och författare att det rörde sig om en helt sanningsenlig historia, något som under åren ifrågasatts från olika håll. I slutet av 1992 intervjuade Liza Marklund Betty Mahmoody, en text som sedan trycktes i Expressen i januari 1993; Marklund gick vid detta tillfälle starkt i god för Mahmoodys sanningsenlighet.